# 山口晋 (政治家)
山口 晋（やまぐち すすむ、1983年（昭和58年）7月28日 - ）は、日本の政治家。自由民主党所属の元衆議院議員（1期）。衆議院議員を7期務めた山口泰明の次男。

## 来歴

### 生い立ちから会社員時代まで
1983年（昭和58年）7月28日、埼玉県比企郡川島町生まれ。
川島町立中山小学校、西武学園文理中学校・高等学校を経て、2006年3月、成城大学経済学部卒業。2008年3月、一橋大学国際・公共政策大学院修了。2011年2月、国立シンガポール大学リー・クワンユー公共政策大学院修了。
2011年4月、東京ガス入社。2015年4月から2017年9月まで東京ガスアジア社に出向し、シンガポールに滞在。2017年9月、東京ガスを退社。

### 政界入り
2018年1月より菅義偉衆議院議員（当時第4次安倍内閣内閣官房長官）事務所。2018年7月から9月まで内閣官房長官秘書官を務める。2019年1月より父・山口泰明衆議院議員事務所。
2021年7月、父の山口泰明が年内に予定される第49回衆議院議員総選挙に立候補しない意向を示した。翌8月、後任候補者を選ぶ公募では次男の晋が選ばれた。晋の選挙区支部長就任記者会見では、同席した自由民主党の柴山昌彦埼玉県連会長から、「公募に名乗りをあげた24人の中から「厳正な審査」で晋氏が選ばれた」と重ねて説明し、「地元にかける熱意やプレゼンテーション能力などの観点から、『2世』ということを超越して候補者としてふさわしい」と強調した。晋は、一部の地元有権者からは「世話になったのは泰明さんだから」と露骨に距離感を示す発言をされたことを明かした上で、「そういう人を引き止めるのは難しい」としながらも、支援を受け続けるよう活動を続けていく意思を示した。同年10月の衆院選では立憲民主党元職の坂本祐之輔との一騎打ちを僅差で制し（坂本は比例復活）、初当選した。
2024年10月27日の第50回衆議院議員総選挙において比例復活もならず落選。

## 政策・主張・発言等
- QUAD、ASEANとの連携強化による「自由で開かれたインド太平洋」の実現、拉致問題、北方領土問題、竹島問題、尖閣諸島問題などに対する「力強い外交・防衛政策」の推進を主張[11]。
- 2023年５月、青年局の訪台団の一員として台湾を訪問し、蔡英文総統、頼清徳副総統らと面会をし、各会談では、災害対応における連携、台湾のCPTPPへの加入、東日本大震災の復興や一部で続く食品輸入規制の撤廃、ALPS処理水、半導体の製造や供給、エネルギー問題、民間レベルや若い世代同士の交流促進などの意見交換を行った[12]。

### 外交安全保障
- 2023年2月、衆議院予算委員会第三分科会で質疑に立ち、ロシアによるウクライナ侵攻について、「欧州とインド太平洋地域の安全保障は切り離しては議論できないことを示すもの」と指摘した上で、「日本を取り巻く環境は一段と厳しさを増しているものとの認識を改めて確認しておかなければなりません。そして、こうした中においてこそ、我が国が価値観を同じくする国々と協力、連携を強めていくことが大切」と語り、「地理的にも近く、基本的な価値観を共有するASEAN諸国との間で多面的な協力を深めていく」必要性を訴えた。また経済連携協定については、「価値観を同じくする同志国との間で、自由な物の流通を確保するための仕組みを整えていくことがより一層大事になってきている」と語っている[13]。

### エネルギー政策
- LNGについて、「欧州や中国が国営企業や政府も関与する形で湾岸諸国とのLNGの長期契約を進め、LNG争奪合戦が激しくなっている」と指摘した上で、「ポイントは私は長期契約と多角化だと思っておりますので、是非、スポットに頼らない形で、このLNGの長期契約が、民間企業が契約できる形で、こういう環境整備に是非政府としても取り組んでいただければと思います」と述べている[13]。
- ロシアによるウクライナ侵攻以降、世界的なエネルギー高騰を受け、政府が実施した激変緩和措置としての燃料油価格支援、ガス代・電気代への補助について大変効果があったものと評価している[14]。

### インフラ輸出
- インフラ輸出を政府が積極的に推進しているとの認識を示した上で、「私は、まさに日本は、インフラシステム海外輸出というのが本当に日本のマーケットを広げる上でも重要になってくると思っておりますので、引き続き、大変な交渉も含め、進めていただければと思います。」と述べている。またインフラ輸出を担う日本企業を取り巻くリスクについて「官民対話の実施等迅速な情報共有が求められている」と指摘している[13]。

### GXについて
- 世界初のGX移行債を発行して、産業、暮らし、エネルギーの各分野での投資が加速されることに大変期待をしていると語っている。また「大企業においては、着実に自らのカーボンニュートラル達成に向けた計画策定、実施が進んでいるものと承知をしておりますが、我が国全体として、GX成功の鍵は、中小・小規模事業者の方々がGXに対応、適応できるか」だと指摘している[14]。

### 国土強靭化について
- 「住んでいる方々からすると、国の直轄河川だろうが県の河川だろうが下水道だろうが、これは変わりません」とした上、国が主導をする形で、治水のプロジェクトを進めていただきたいとしている。また国土強靭化の基本的な考え方として、「災害に対する国全体の強靱性、いわゆるレジリエンスを向上させるために、発災そのものを抑制する、たとえ発災をしてもその被害を少なくする、速やかに復旧するという三点を効果的に連携をさせて、施策を展開していくことが重要である」と指摘している[15]。

### 賃上げについて
- 「政権として、物価上昇を上回る賃上げが重要なテーマであるということは言うまでもありません。」とした上で、「地場の一人親方や小規模で事業を営んでいる方々は、人手不足もあり、工事が受注できず、賃上げの好循環にはつながっていないというのが現状」であると指摘し、「日本全体が賃上げを実感できるような形で進めていただけるように、これからもそういった目配り、よろしくお願いをいたします。」と政府に要請した[15]。

## 所属議連等
- GXにおける天然ガスの高度利用とe-methane促進に関する議員連盟（事務局次長）[16]

## 不祥事

### 不同意わいせつ事件
2023年11月24日、赤坂のラウンジで共に飲酒して相手の家に送り届けた時、相手女性の自宅ドア前で20代女性に対する不同意での“泥酔キス”トラブルを起こし、その現場を相手女性の母親に目撃され、その母親から30万円を慰謝料として請求されていたことが『週刊ポスト』によって公表。11月27日発売の同誌が詳報した。
2024年9月6日、警視庁赤坂署は不同意わいせつの疑いで山口を書類送検した。容疑は2023年11月2日午前0時半過ぎ、東京都港区にあるマンションのエレベーター内で、20代女性に対しキスするなどわいせつな行為をしたとしている。10月8日、東京地検は山口を不起訴処分とした。理由は明らかにしていない。

### 公職選挙法違反疑い
山口が取締役を務める坂戸ガスは2021年10月の第49回衆議院議員総選挙を前にした同年9月、同社の創立50周年記念事業の一環で、坂戸市に1千万円を寄付した。市民団体は国会議員が取締役を務める会社が選挙区内の市に寄付をしたのは公職選挙法に違反するとして、2023年12月にさいたま地検に刑事告発した。さいたま地検は2024年3月28日付で山口を不起訴処分とした。
山口の父で同社の代表取締役を務めていた元衆院議員の泰明も刑事告発されていたが2023年3月に不起訴処分となり、さいたま第1検察審査会が不当と議決。地検が再捜査し3月28日付で再び不起訴処分となった。

## 所属団体・議員連盟
- 自民党たばこ議員連盟[23]

## 選挙
| 当落 | 選挙                   | 執行日         | 年齢 | 選挙区       | 政党       | 得票数    | 得票率 | 定数 | 得票順位 /候補者数 | 政党内比例順位 /政党当選者数 |
| ---- | ---------------------- | -------------- | ---- | ------------ | ---------- | --------- | ------ | ---- | ------------------ | ---------------------------- |
| 当   | 第49回衆議院議員総選挙 | 2021年10月31日 | 38   | 埼玉県第10区 | 自由民主党 | 9万6153票 | 51.59% | 1    | 1/2                | /                            |
| 落   | 第50回衆議院議員総選挙 | 2024年10月27日 | 41   | 埼玉県第10区 | 自由民主党 | 6万7764票 | 40.98% | 1    | 2/2                | 10/7                         |

## その他
坂戸ガス - 2023年12月現在、父が代表を務める坂戸ガスの取締役を務める。